# Lourens Ackermann
Lourens „Laurie“ Wepener Hugo Ackermann (* 14. Januar 1934 in Pretoria; † 25. Mai 2024) war ein südafrikanischer Jurist. Er war von 1994 bis 2004 Richter am Verfassungsgericht der Republik Südafrika.

## Ausbildung und beruflicher Werdegang
Seine Schulbildung erhielt Ackermann an der Pretoria Boys’ High School, wo er 1950 seinen Abschluss machte. Danach nahm er das Studium an der Universität Stellenbosch auf, das er 1954 mit einem Bachelor of Arts abschloss. Wegen seiner guten Leistungen wurde ihm ein Rhodes-Stipendium zum Studium am Worcester College der University of Oxford verliehen. Dort erlangte er ebenfalls einen Bachelor of Arts, bevor er an die Universität Stellenbosch zurückkehrte, um dort den Bachelor of Laws verliehen zu bekommen. 1958 ließ er sich bei der Rechtsanwaltskammer in Pretoria als Anwalt zu und praktizierte dort bis 1980. Bereits ab 1976 hatte er mehrere Stellen als Richter auf Zeit inne, wurde aber erst 1980 zum hauptamtlichen Richter an der Transvaal Provincial Division bestellt. Dieses Amt hatte er bis September 1987 inne. Dann erhielt er einen Ruf auf den nach Harry Frederick Oppenheimer benannten, neu gegründeten Oppenheimer Lehrstuhl für Menschenrechte an der Universität Stellenbosch. Neben seiner Tätigkeit dort nahm er Gastprofessuren an der Columbia University und am Max-Planck-Institut für ausländisches öffentliches Recht und Völkerrecht in Heidelberg wahr. Ende 1992 schied er aus dem Universitätsdienst aus und wurde im Januar 1993 auf eine Richterstelle an der Cape of Good Hope Provincial Division berufen. Im August 1994 ernannte Nelson Mandela ihn zum Richter am Verfassungsgericht der Republik Südafrika. Während seiner Tätigkeit dort war er unter anderem mit der Verwaltung und dem Ausbau der Gerichtsbibliothek betraut. Altershalber trat Ackermann 2003 von seinem Richterposten zurück.

## Sonstiges
Ackermann war mit Denis Ackermann verheiratet, mit der er drei Kinder und fünf Enkel hatte. Zwischen 1988 und 2003 vertrat er Südafrika im Rhodes Trust. Im Jahr 2000 war er als wissenschaftlicher Mitarbeiter am Max-Planck-Institut für ausländisches öffentliches Recht und Völkerrecht tätig.

## Auszeichnungen und Mitgliedschaften (Auswahl)
- Ehrendoktor der Universität Stellenbosch
- Honorary Fellow des Worcester College, Oxford

## Publikationen (Auswahl)
- Equality and the South African Constitution: the role of dignity. In: Zeitschrift für ausländisches öffentliches Recht und Völkerrecht. Band 60 (2000), Nr. 3–4 ISSN 0044-2348, S. 537–556.
- Constitutional comparativism in South Africa: a response to Sir Basil Markesinis and Jörg Fedtke. In: Tulane law review. Vol. 80 (2005), Nr. 1 ISSN 0041-3992, S. 169–193.
- Equality and non-discrimination: some thoughts. In: South African journal on human rights. Vol. 22 (2006), Nr. 4 ISSN 0258-7203, S. 597–612.